# 핑딩산시
핑딩산(평정산, 중국어 간체자: 平顶山, 정체자: 平頂山, 병음: Píngdǐngshān)은 허난성의 도시로 독수리 도시로 알려져 있다.

## 지리
북쪽으로 정저우, 동쪽으로 쉬창, 뤄허, 남동쪽으로 주마뎬, 남쪽으로 난양, 서쪽으로 뤄양과 접한다.

## 역사
핑딩산은 1957년에 설립되었다. 중국어로 핑딩산은 편평한 산을 의미하며 도시 주변에 있는 아주 편평한 산 때문에 붙여진 이름이다. 독수리 도시로 불리는 이유는 2000년 전 춘추시대로 거슬러 올라간다. 응국(應國)이라는 작은 왕국이 핑딩산 주변에 있었다. 고대에 '응'이라는 단어는 독수리를 의미했고 이러한 이유로 핑딩산은 독수리 도시로 불리게 되었다.
한대에는 영천군에 속해있었다가 서진대에 해당시의 영역과 유사하게 양성군이 독립되면서 이군이 분리되기 시작했다. 수나라때 '여주(汝州)'로 불리기 시작하여 청나라때까지 '여주'라고 불리게 되었다.

## 행정 구역

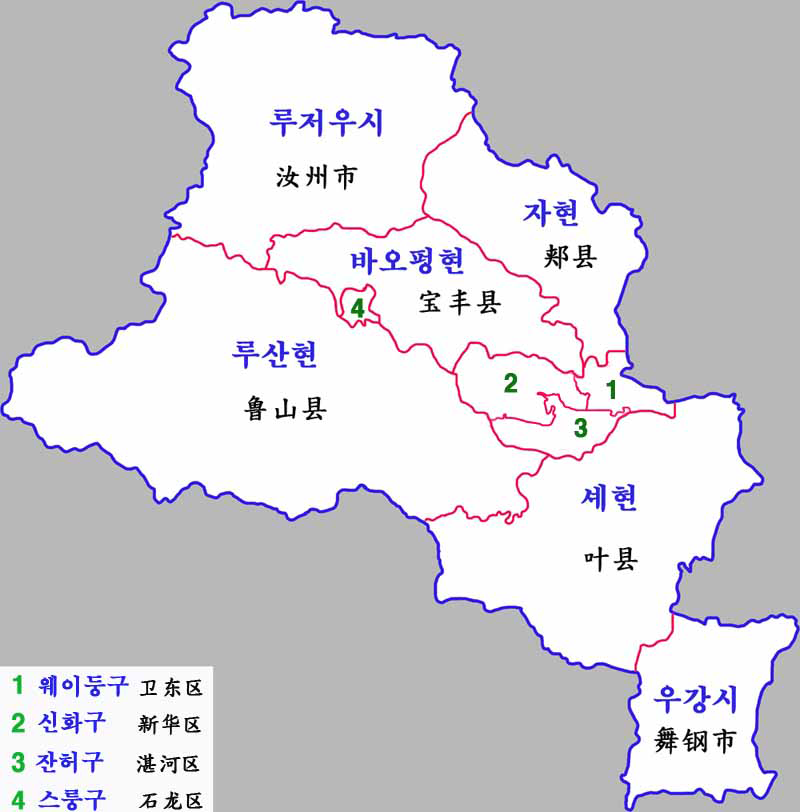
핑딩산 시 현급 행정구역도

4개의 시할구 2개의 현급시 4개의 현으로 구성되어 있다.
시할구
- 신화 구(新华区)
- 웨이둥 구(卫东区)
- 잔허 구(湛河区)
- 스룽 구(石龙区)

현급시
- 루저우 시(汝州市)
- 우강 시(舞钢市)

현
- 루산 현(鲁山县)
- 바오펑 현(宝丰县)
- 예 현(叶县)
- 자 현(郏县)